# Société française de santé publique
La Société française de santé publique contribue à la  réflexion et à l’action en matière de santé publique dans  une perspective d’amélioration, ou au moins, de maintien de l’état de santé de la population. 

## Histoire
Le 29 juin 1877 la Société de médecine publique et d'hygiène professionnelle tient sa première séance régulière dans l’une des salles de l’hôtel des sociétés savantes, rue Danton. Cette première séance est présidée par Apollinaire Bouchardat. Reconnue d'utilité publique le 8 mars 1900, cette société adoptera plusieurs appellations successives. Aujourd'hui elle est devenue la Société française de santé publique.
En 2017, la SFSP s'oppose aux conclusions de l'Agence nationale de sécurité sanitaire de l'alimentation, de l'environnement et du travail s'agissant de la non-pertinence de l’étiquetage nutritionnel.  
En juin 2020, elle a contribué au Ségur de la santé[source insuffisante].